# Lycoperdina crassicornis
Lycoperdina crassicornis is een keversoort uit de familie zwamkevers (Endomychidae). De wetenschappelijke naam van de soort werd in 1879 gepubliceerd door Edmund Reitter.